# Nowawieś (gromada w powiecie sokołowskim)
Nowawieś (alt. Nowa Wieś (Grochowska), Nowa Wieś) – dawna gromada, czyli najmniejsza jednostka podziału terytorialnego Polskiej Rzeczypospolitej Ludowej w latach 1954–1972.
Gromady, z gromadzkimi radami narodowymi (GRN) jako organami władzy najniższego stopnia na wsi, funkcjonowały od reformy reorganizującej administrację wiejską przeprowadzonej jesienią 1954 do momentu ich zniesienia z dniem 1 stycznia 1973, tym samym wypierając organizację gminną w latach 1954–1972.
Gromadę Nowawieś z siedzibą GRN w Nowejwsi (w obecnym brzmieniu Nowa Wieś) utworzono – jako jedną z 8759 gromad na terenie Polski – w powiecie sokołowskim w woj. warszawskim, na mocy uchwały nr VI/10/21/54 WRN w Warszawie z dnia 5 października 1954. W skład jednostki weszły obszary dotychczasowych gromad Nowawieś, Przeździatka (z wyłączeniem terenu Szpitala Powiatowego), Ząbków i Ząbków kolonia ze zniesionej gminy Grochów w powiecie sokołowskim, obszar dotychczasowej gromady Budy ze zniesionej gminy Sabnie w powiecie sokołowskim oraz obszar dotychczasowej gromady Wólka Miedzyńska ze zniesionej gminy Miedzna w powiecie węgrowskim (woj. warszawskie). Dla gromady ustalono 19 członków gromadzkiej rady narodowej.
Gromadę zniesiono 1 stycznia 1969, a jej obszar włączono do gromady Sokołów Podlaski w tymże powiecie.
Uwaga: Nie mylić z pobliską gromadą Nowawieś (Kosowska) w powiecie sokołowskim.